# جاسبر بريتون
جاسبر بريتون (بالإنجليزية: Jasper Britton)‏ هو ممثل بريطاني، ولد في 11 ديسمبر 1962 في تشيلسي في المملكة المتحدة.

## وصلات خارجية
- جاسبر بريتون على موقع IMDb (الإنجليزية)
- جاسبر بريتون على موقع ديسكوغز (الإنجليزية)
- جاسبر بريتون على موقع قاعدة بيانات الفيلم (الإنجليزية)